# Heinz-Günther Amelung
Heinz-Günther Amelung (9 de Abril de 1917 - 26 de Dezembro de 1964) foi um oficial alemão que serviu na Luftwaffe durante a Segunda Guerra Mundial. Foi condecorado com a Cruz de Cavaleiro da Cruz de Ferro.